# World Football Challenge
Le World Football Challenge était un tournoi de pré-saison de football qui se déroulait aux États-Unis.
Crée en 2009, il était disputé par des clubs du top 100 UEFA et du top 100 Concacaf de football. Il n'est pas disputé en 2010 à la suite de la Coupe du monde de football de 2010. Chelsea a gagné la première édition de ce trophée et le Real Madrid a gagné les deux suivantes. Il est remplacé en 2013 par l'International Champions Cup.

## Format
En cas d'égalité, à l'issue d'un match, une séance de tirs au but a lieu.
La répartition des points est la suivante:
- Trois points pour une victoire dans le temps réglementaire
- Un point pour un match nul dans le temps réglementaire (éditions sans tirs au but)[2]
- Deux points pour une victoire aux tirs au but
- Un point pour une défaite aux tirs au but
- Zéro point pour une défaite dans le temps réglementaire
- Un point par but marqué (dans la limite de trois par match)

## Éditions

### 2009
Le tournoi comprend 4 équipes : Chelsea FC, Club América, Inter Milan, Milan AC qui s'affrontent toutes entre elles une fois.
Chelsea gagne tous ses matchs et donc le tournoi.

### 2011
Le tournoi comprend 13 équipes : Real Madrid, FC Barcelone, Manchester United, Manchester City, Juventus, et Sporting CP (non comptabilisé dans le tournoi car le club ne dispute qu'un match); les New England Revolution, Philadelphie Union et Chicago Fire jouent un match chacun pour la Conférence Ouest de la Major League Soccer; les Los Angeles Galaxy (2 matchs) et les Vancouver Whitecaps jouent pour la Conférence Est de la Major League Soccer; Club América, Chivas de Guadalajara.
Real Madrid et Manchester United gagnent tous leurs matchs, mais c'est le Real Madrid qui remporte le tournoi à la différence de buts.

### 2012
Le tournoi comprend 11 équipes : Real Madrid, Chelsea FC, Milan AC, Paris Saint-Germain, Liverpool FC, Celtic FC, Toronto FC, Los Angeles Galaxy, Santos Laguna, Seattle Sounders et D.C. United. Le Real Madrid gagne tous ses matchs ainsi que donc le tournoi.